# Shea Emry
Shea Emry (Richmond, Columbia Británica, 23 de abril de 1986) es un jugador de fútbol canadiense que ocupa la posición de linebacker en Saskatchewan Roughriders de Canadian Football League y que militó en las filas de los Toronto Argonauts y Montreal Alouettes. 
Es fundador y director ejecutivo de The Wellmen Project. Es embajador oficial de la Fundación Movember para el evento Movember en Canadá, principal difusor de la campaña Bell Let’s Talk y de Canadian Men's Health Foundation.
Forma parte de la junta de asesores del Centro Watson para la Salud Mental de la Universidad de Columbia Británica, entidad dedicada a la creación de programas orientados a mejorar temáticas relacionadas con salud mental.